# Лі Неш
Лі Енн Бінгем Неш ([liː] LEE; народилася 27 червня 1976) — американська співачка та автор пісень, вокалістка християнського альтернативного рок-гурту Sixpence None the Richer а також була член Fauxliage. Її дебютний сольний альбом Blue on Blue вийшов у серпні 2006 року. У 2011 і 2015 роках Неш випустила ще два сольні альбоми. Неш має дві номінації на премію «Греммі»: «Краще поп виконання дуетом або групою з вокалом» у 1999 році та «Кращий рок-госпел-альбом» у 1998 році. У липні 2023 року було оголошено, що Неш приєднається до 10 000 Maniacs як новий вокаліст.

## Раннє життя
Неш народилась як Лі Енн Бінгем у Нью-Браунфелсі, штат Техас. Почала співати музику кантрі та вивчати старовинні кантрі-пісні на гітарі у віці 12 років. Вона мала багаторічний досвід співу в місцевих кафе з групою та регулярно виступала в техаському залі кантрі та західних танців. Познайомилася з гітаристом і автором пісень Меттом Слокумом на церковних реколекціях на початку 1990-х років.

## Кар'єра
Незабаром після цього Лі Неш і Метт Слокум створили Sixpence None the Richer (названу так за рядком із книги автора К. С. Льюїса Mere Christianity) і записали з групою чотири повноформатних альбоми. Їх перший альбом, що вийшов, коли їй було 17, був The Fatherless &amp; the Widow. Альбом отримав схвалення критиків, і Слокум і Неш почали шукати нових учасників групи.
Разом із Тесс Уайлі, Дейлом Бейкером і Джей Джей Пласенсіо новий гурт записав This Beautiful Mess, який здобув нагороду Dove Award за найкращий альбом. Вайлі покинув гурт після їхнього туру по США, і гурт випустив мініальбом Tickets for a Prayer Wheel, а потім підписав контракт із лейблом Squint Records після розпаду R.E.X. Records.

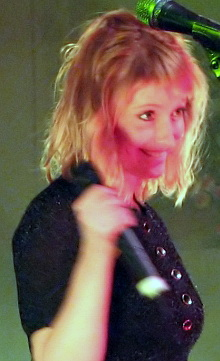
Лі Неш з Jars of Clay у Торонто в 2009 році

Однойменний альбом гурту вийшов у 1997 році, а сингл «Kiss Me» — у 1999 році. 1999 року вони отримали численні нагороди Dove Awards, включаючи найкращого артиста року. Гурт також був номінований на премію «Ґреммі». Другий сингл, кавер-версія «There She Goes» гурту La, також потрапив у Billboard Hot 100, за ним пішов третій сингл «I Can't Catch You».
У 2000 році Неш заспівала пісню «Need to Be Next to You» для фільму Чужий квиток. Написаний Даян Воррен, він став першим сольним синглом Неш.
Після відходу барабанщика Дейла Бейкера та басиста Джей Джей Пласенчіо, Sixpence None the Richer випустили Divine Discontent у 2001 році. Два сингли з цього альбому, «Breathe Your Name» і кавер-версія хіта Crowded House 1986 року " Don't Dream It's Over ", потрапили в топ-40 для дорослих США під № 18 і № 9 відповідно.
У 2003 році група з'явилася в епізоді останнього сезону ситкому ABC Sabrina, The Teenage Witch.
У 2004 році Sixpence None the Richer оголосили про розрив у листі Метта Слокума до журналу CCM. Після цього гурт випустив The Best of Sixpence None the Richer. Неш і її чоловік покинули свій дім у Нешвіллі, де вони проживали 10 років, і переїхали до Лос-Анджелеса.
Неш випустила свій перший сольний запис, Blue on Blue, у серпні 2006 року на One Son Records, власному лейблі Неша через Nettwerk Productions. Перший сингл «My Idea of Heaven» вийшов на американському радіо 14 липня 2006 року, а пісня «Ocean Size Love» мала стати другим синглом, але це був лише рекламний реліз. Вона також записала пісню «Mirrors and Smoke» з гуртом Jars of Clay на їхньому альбомі Good Monsters того ж року. Вона також виконала пісню «A Place for Us» (написану Браяном Адамсом) з Тайлером Джеймсом для фільму Disney 2007 «Міст до Терабітії».

## Особисте життя
Неш — молодша з двох сестер. У травні 1996 року вона вийшла заміж за барабанщика гурту PFR Марка Неша, з яким познайомилася під час виступу обох гуртів на Cornerstone Festival в Іллінойсі. Мають одну спільну дитину (сина) 2004 року народження. Пара розлучилася у 2007 році. 2011 року Неш вийшла заміж за музиканта Стівена Вілсона-молодшого.

## Дискографія
- Blue on Blue (2006)
- Fauxliage (співпраця з Delerium) (2007)
- Hymns and Sacred Songs (2011)
- The State I'm In (2015)
- The Tide (2021)